# Port Louis (dystrykt)
Port Louis – jeden z 9 dystryktów Mauritiusa. W dystrykcie znajduje się stolica kraju - Port Louis.

## Sąsiednie dystrykty
- Black River – zachód
- Pamplemousses – północ
- Plaines Wilhems – południowy zachód
- Pamplemousses - wschód
- Moka - południe